# Antonov An-12
El Antonov An-12 (designación OTAN: Cub), es un transporte mixto de carga y pasaje proyectado en un principio para cumplir funciones militares de transporte de cargas pesadas y paracaidistas. Realizó su primer vuelo en marzo de 1957 y fue lanzado al mercado en 1959. El avión ha tenido un gran éxito comercial en países del Tercer Mundo ya que este tiene las capacidades para aterrizar en pistas sin pavimentar y sin compactar, y son precisamente este tipo de pistas las que abundan en los países en los que mayormente se opera este avión.

## Diseño
El avión es propulsado por cuatro motores turbohélice montados de a dos en sus alas, las cuales tienen la configuración de ala alta, además, la mayoría de estos aviones poseen una compuerta de carga en la cola, lo que lo hace muy práctico para el transporte de cargas pesadas y vehículos. 
El avión tiene una configuración de cola alta, lo que permite tener una compuerta de carga en la parte inferior de esta para transportar cargas pesadas o bien, para lanzar paracaidistas. La capacidad de transporte es de 18 toneladas. Al ser un desarrollo del An-10, el fuselaje de ambas aeronaves se asemejan mucho, la principal diferencia es la compuerta y rampa de carga posterior que posee el An-12. En las versiones de carga una mampara separa la bodega despresurizada de la cabina presurizada, en las versiones de pasajeros, todo el fuselaje es presurizado.
El tren de aterrizaje tiene una gran versatilidad, lo que le permite despegar de pistas de aterrizaje sin pavimentar, nieve o hielo. El interior de la bodega de carga puede ser adaptado a cualquier necesidad, un ejemplo de esto fue una misión humanitaria yugoslava tras el Terremoto de Spitak 1988, cuando dos An-12 fueron convertidos en hospitales móviles, los cuales atendieron con éxito a más de 1000 personas durante sus dos meses de estancia en la zona de desastre. Otro ejemplo es cuando el Ejército Ruso utiliza estos aviones para transportar cargas pesadas; ya sean tanques de guerra, soldados y equipamiento o bien, piezas para otros aviones y helicópteros. 

### Características después de la unificación de la producción con el An-10
Debido a la unificación de la producción del An-10 y el An-12, ambos aviones son iguales en la parte media y delantera del fuselaje, aunque en el An-12 se mantuvo la compuerta de carga trasera hasta la finalización de la producción en 1973. Otro aspecto que se vio afectado fue la presurización del fuselaje, tras la unificación de la producción, tanto los An-12 como los An-10 tenían todo el fuselaje presurizado; esto cambió después de la construcción de 100 unidades, cuando se volvió al sistema anterior.

## Producción

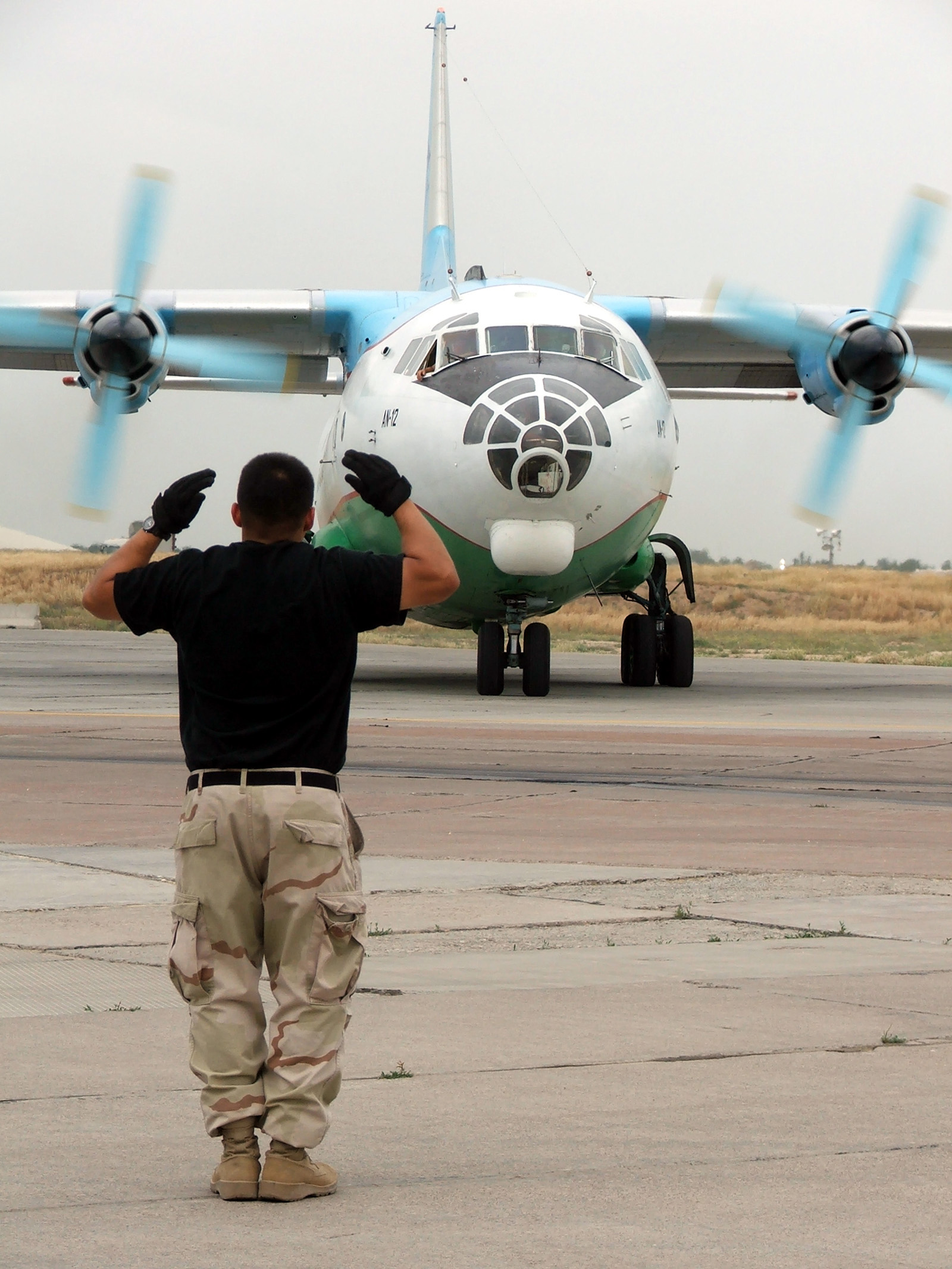
An-12 de Uzbekistan Airways

En la URSS el avión se produjo en serie en tres fábricas
- Irkutsk: 1957-1962; 155 unidades fabricadas

- Vorónezh: 1960-1965; 258 unidades fabricadas

- Taskent: 1962-1973; 830 unidades fabricadas

A pesar de estas cifras, también se fabricaron algunas unidades esporádicamente en otras fábricas, además de la producción en China de este avión, que es llevada a cabo bajo el nombre de Shaanxi Y-8.

## Operadores
- Motor Sich (compañía aérea) 2
- Cavok Air

## Utilización

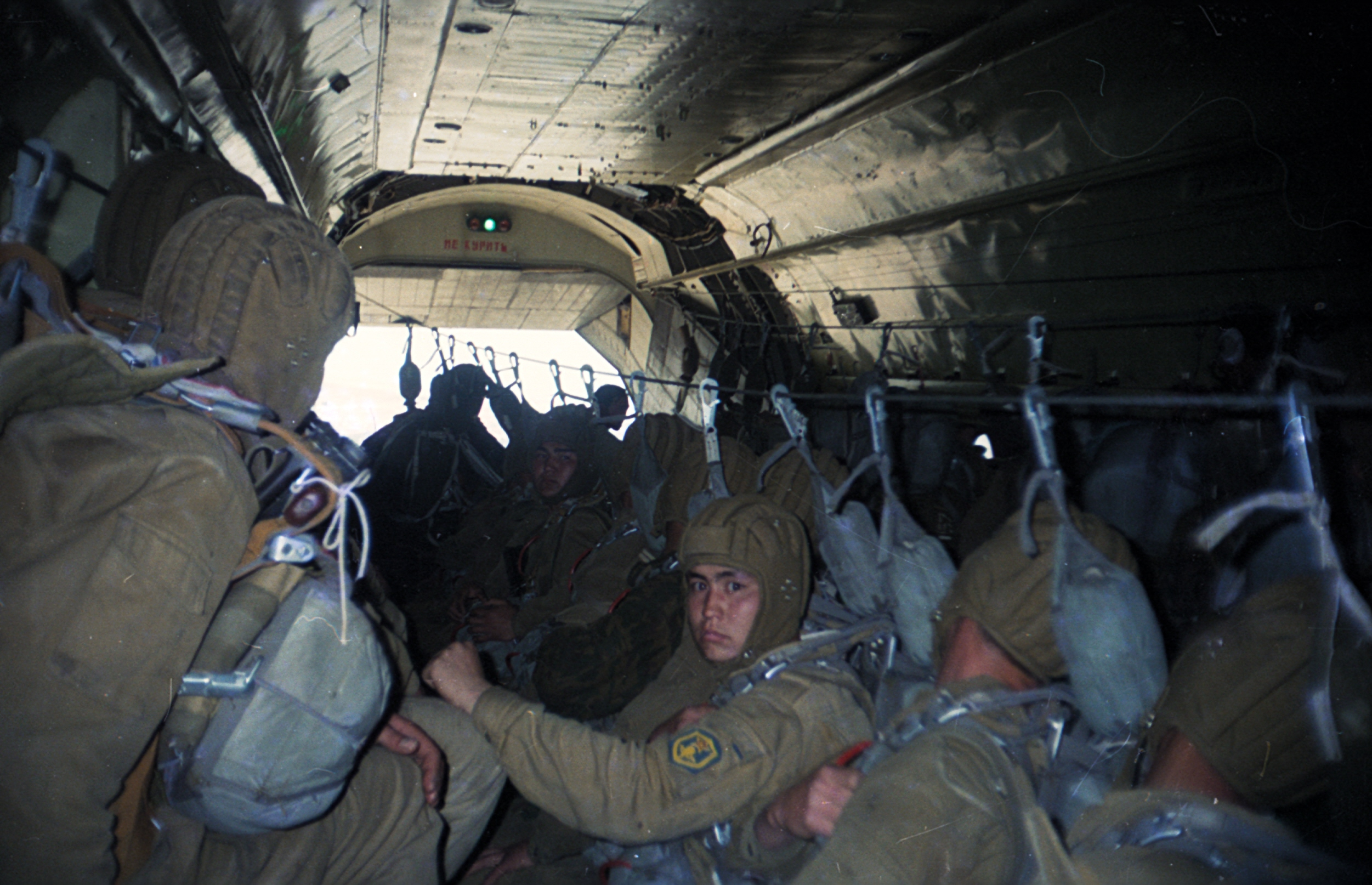
Tropas aerotransportadas de Kazajistán a punto de saltar en paracaídas desde un An-12 de la Fuerza Aérea de Kazajistán

El avión es usado activamente para el transporte de militares, vehículos y pasajeros, así como también es utilizado es misiones de rescate por algunas fuerzas aéreas. El avión también fue la columna vertebral del transporte en la Fuerza Aérea Soviética hasta la entrada al servicio del Ilyushin Il-76, pero esto no significó su retiro, ya que fue utilizado hasta el colapso de la URSS y aún es utilizado en la Fuerza Aérea Rusa como avión de transporte para pistas no preparadas. Tras la entrada al servicio del Il-76 en la Unión Soviética, el An-12 pasó a ser la principal plataforma de lanzamiento de las tropas aerotransportadas.
Fue un avión de transporte muy popular en la URSS, lo que le valió muchas misiones importantes, el transporte a la RDA de diversos materiales de guerra durante la crisis del bloqueo de 1958, o el transporte de tropas acorazadas a Cuba durante la crisis de los misiles cubanos en 1962. El avión tiene la capacidad de transportar diversos vehículos, entre ellos están los BMD-1, 2S9 "Nona" y los BTR-D. Durante la invasión a Afganistán, estos aparatos fueron rentados por la US Army a diversas compañías de la región.
El An-12 fue ampliamente utilizado como banco de pruebas, entre estas pruebas se encuentran:
- Pruebas del motor Ivchenko AI-24, motor utilizado en el Antonov An-24.

- Se tomó como base su fuselaje para un vehículo espacial reutilizable, dicho vehículo nunca se fabricó.

- Banco de pruebas para la aviónica del Antonov An-22 y para el equipamiento de la bodega de carga del Ilyushin Il-76.

- Banco de pruebas para cámaras de alta definición que posteriormente serían utilizadas en aviones espía MiG-25.

- Pruebas como avión de observación y reconocimiento cartográfico.

- Utilización durante un corto tiempo como parte del tratado de Cielos Abiertos.

- Pruebas para ser utilizado como guía de misiles por medio de láser.

- Banco de prueba para asientos eyectables y trajes espaciales.

- Utilización para la creación de hielo artificial.

- Pruebas para ser utilizado como un avión de guerra antisubmarina.

El avión resultó ser un aparato muy fiable, capaz de trabajar en condiciones duras sin que esto afectase su rendimiento, gracias a estas capacidades el avión es hoy en día utilizado por diversas aerolíneas de países del tercer mundo, donde las pistas sin pavimentar, altas temperaturas y pobres servicios de mantenimiento son comunes.

## Descripción técnica
El An-12 es un avión de ala alta, cola alta y tren de aterrizaje retráctil construido de metal. 

### Fuselaje
El fuselaje de la aeronave consta de cuatro partes; la parte frontal que posee un compartimiento pequeño y la cabina de mando, la parte central que es en su totalidad parte de la bodega de carga y soporte de las alas, y la parte trasera, con un compartimiento mediano y que posee la rampa de carga trasera y la cola de la aeronave. El fuselaje mide 68 m² y posee 110 larguerillos, el fuselaje está fabricado en aluminio. 
La parte delantera está sellada y presurizada; aquí se encuentra la cabina de mandos y un pequeño que se utiliza para transportar diversos productos que no pueden exponerse a las condiciones en la zona despresurizada. En la cabina hay puestos para el piloto, el copiloto, el navegante y el operador de radio; opcionalmente puede ir a bordo un escolta de carga, que se asegura de que la carga sea manejada correctamente durante su embarque, el vuelo y su desembarque. En esta sección del avión se encuentran dos salidas de emergencia; una superior, que se utiliza para abandonar el avión en caso de un aterrizaje en el agua o sin tren de aterrizaje, y una inferior que se encuentra en el compartimiento del tren de aterrizaje, esta se utiliza en caso de que la tripulación deba abandonar el avión mientras este aún está en el aire, esta evacuación en posible gracias a una dotación de paracaídas reglamentarios que se encuentran a bordo. La parte delantera del avión posee una cúpula acristalada, dicha cúpula es el puesto del navegante, quien se encarga de establecer la ruta más segura para el vuelo.
La parte central del fuselaje no está presurizada, en esta sección es donde se almacenan las mercancías que pueden soportar las condiciones que se dan grandes altitudes, cuando el avión ya esta en su altitud de crucero. En esta sección es donde empieza la superficie alar, por esta razón, esta sección de avión es una de las más resistentes a las presiones externas. Es esta sección se encuentran, generalmente, dos sanitarios para la tripulación, así como dos literas para vuelos largos en los que se requiere de una tripulación de relevo, además, aquí se encuentran los compartimientos para el equipaje de la tripulación, que se guardan en pequeñas escotillas cerca de las literas. En esta sección se encuentra la entrada principal al avión, además de poseer dos salidas de emergencia, una de estas es lo suficientemente grande como para soltar parte de la mercancía durante el vuelo si esto fuese necesario y la compuerta trasera estuviese averiada.
La sección de la cola es donde se encuentran los controles del avión, además de ser donde se encuentra la compuerta de carga trasera, la que se utiliza como método primario de carga del avión. Al igual que la parte media, esta no está presurizada y es utilizada para las mercancías más pequeñas que se puedan transportar en zonas no presurizadas. En esta sección de la nave se encuentran dos salidas de emergencia y una de las dos dotaciones de paracaídas que se exigen a bordo.

### Alas
Las alas están divididas en cinco partes; la sección central, dos piezas contiguas a la sección central, estas dos piezas han de ser muy resistentes ya que son las que soportan el peso del resto de las alas, y dos piezas móviles donde se almacenan los flaps y los frenos aerodinámicos cuando estos están plegados. En la parte media del ala se encuentran los tanques de combustible, los cuales están fabricados de acero y con un revestimiento interno de fibra de vidrio. En versiones más modernas del avión partes de las alas se fabricaron con materiales compuestos para reducir el peso y darle una mayor capacidad al avión, además de que también se han modificado los tanques de combustible para que estos alberguen una mayor cantidad de combustible.

### Planta motriz
El avión es propulsado por cuatro motores Ivchenko AI-20 con hélices de cuatro palas de metal AI-68I. La potencia del motor al momento del despegue es de 4000 CV. El motor está equipado con un regulador automático que es capaz de controlar la cantidad de revoluciones por minuto que tiene cada hélice. El motor está situado en la góndola del ala, esta está reforzada para poder soportar el peso del motor, que pesa unas cinco toneladas.

## Especificaciones

### Características generales
- Tripulación: 5 (2 pilotos, navegante, mecánico de vuelo y radio-operador).
- Capacidad: 

  - 60 paracaidistas.
  - 2 vehículos blindados BMD-1.
- Carga: 20 000 kg (44 000 lb)
- Longitud: 33,1 m (108,6 ft)
- Envergadura: 38 m (124,7 ft)
- Altura: 10,5 m (34,5 ft)
- Superficie alar: 121,7 m² (1310 ft²)
- Peso vacío: 28 000
- Peso máximo al despegue: 61 000
- Planta motriz: 4× turbohélice Ivchenko AI-20.
  - Potencia: 2942 kW (3945 HP; 4000 CV) cada uno.
- Hélices: 1× Hélice cuadripala AI-68I por motor.

### Rendimiento
- Velocidad máxima operativa (Vno): 777 km/h (483 MPH; 420 kt)
- Velocidad crucero (Vc): 670 km/h (416 MPH; 362 kt)
- Alcance: 5700 km (3078 nmi; 3542 mi) 3600 km con máxima carga.
- Techo de vuelo: 10 200
- Régimen de ascenso: 10 m/s (1968 ft/min)

### Armamento
- Cañones: 2× Nudelman-Rikhter NR-23 de 23 mm en la torreta de cola.